# أنتون تيريخوف
أنتون تيريخوف (بالروسية: Терехов, Антон Андреевич)‏ (30 يناير 1998 بسورغوت في روسيا - ) هو لاعب كرة قدم روسي في مركز الوسط. لعب مع دينامو موسكو.

## وصلات خارجية
- أنتون تيريخوف على موقع قاعدة بيانات كرة القدم.إي يو (الإنجليزية)
- أنتون تيريخوف على موقع Soccerway.com (الإنجليزية)
- أنتون تيريخوف على موقع عالم كرة القدم.نت (الإنجليزية)